# Christine Jorgensen
 (mai 2021).
Si vous disposez d'ouvrages ou d'articles de référence ou si vous connaissez des sites web de qualité traitant du thème abordé ici, merci de compléter l'article en donnant les références utiles à sa vérifiabilité et en les liant à la section « Notes et références ».
Pour les articles homonymes, voir Jorgensen.
Christine Jorgensen (née le 30 mai 1926 dans le Bronx à New York (État de New York) et morte le 3 mai 1989 à San Clemente (Californie)) est la première personne mondialement connue à avoir fait une opération chirurgicale de réassignation sexuelle, dans les années 1950. Elle a dénoncé les violences émotionnelles vécues par les personnes trans. Par ailleurs, elle a été chanteuse à succès.

## Biographie

### Jeunesse
Enfant de George William Jorgensen Sr., artisan-menuisier, et de son épouse née Florence Davis Hansen — tous deux nés au Danemark et ayant encore de la famille dans ce pays —, Christine est assignée garçon à la naissance le 30 mai 1926 et reçoit alors le même prénom que son père,. Elle passe son enfance dans le Bronx et, plus tard, se décrit en disant qu'elle avait été un « petit blondinet fragile et introverti qui fuyait les bagarres et les jeux brutaux ». Elle indique aussi avoir réalisé très jeune qu'elle ne se sentait pas homme.
Elle obtient son diplôme{[Lequel ?] à la Christopher Columbus High School en 1945 et, peu de temps après, est incorporée dans l'armée où elle intègre une unité de l’armée de terre américaine. Elle se retrouve de ce fait dans un milieu où la puissance masculine est forte. Toute cette virilité la fait se sentir à l’écart. 
Une fois libérée des obligations militaires, elle suit des cours au Jorgensen Mohawk College, à Utica, dans l'État de New York, dans une école de photographie à New Haven, dans le Connecticut, et à la Manhattan Medical and Dental Assistant School à New York, dans l'État de New York. Elle travaille un court moment pour Pathé News.

### Chirurgie sexuelle
Une fois revenue à New York après son service militaire, elle se préoccupe de plus en plus de ce qu'une rubrique nécrologique devait appeler « l'insuffisance de son développement physique masculin ».[réf. nécessaire] Elle entend alors parler de la possibilité d'une chirurgie de réattribution sexuelle et commence à prendre de sa propre initiative une hormone féminine, l'éthinylestradiol, et elle étudie son cas avec l'aide du Dr Joseph Angelo, le mari d'une de ses camarades de classe lorsqu'elle fréquentait la Manhattan Medical and Dental Assistant School. En 1950 ou 1951, elle décide d'aller en Suède[réf. nécessaire], où elle avait trouvé les seuls médecins dans le monde qui pratiquaient à l'époque ce genre de chirurgie mais, lors d'une escale à Copenhague pour rendre visite à des parents, elle rencontre le Dr Christian Hamburger, chirurgien danois et spécialiste dans la chirurgie de réattribution sexuelle. Elle finit par rester au Danemark et, sous le contrôle du Dr Hamburger, est autorisée à commencer la thérapie de substitution hormonale pour subir au bout d'environ un an une série d'interventions chirurgicales. Au cours de cette première série d'interventions à Copenhague, elle est castrée. Selon une notice nécrologique : « Avec l’autorisation spéciale du ministre danois de la justice, on enleva d'abord ses testicules, puis un an plus tard son pénis insuffisamment développé. Techniquement elle n'était qu'un eunuque, mais elle reçut à fortes doses des hormones, qui provoquèrent des changements dans les contours de son corps et la distribution des graisses. Avec l'aide de l'ambassadeur américain elle put faire changer son passeport pour être reconnue du sexe féminin et commencer sa vie de femme. » Quelques années plus tard, lorsque la procédure devient disponible aux États-Unis, Jorgensen obtient une vaginoplastie sous la direction du Dr Angelo et d'un médecin-conseil, Harry Benjamin. Ce qui a été fait durant les opérations est mal connu de nos jours, mais il est possible que Hamburger et son équipe aient suivi les grandes lignes de ce qui avait été effectué sur d'autres personnes — telles que la danoise Lili Elbe dans les années 1930 — quelques décennies plus tôt par un groupe d'autres chirurgiens.
Jorgensen choisit le prénom de Christine en l'honneur du Dr Hamburger et devient une porte-parole pour les personnes trans. À la suite de la procédure effectuée par l'équipe d'Hamburger, elle écrit à ses parents : « Nature made a mistake which I have had corrected, and now I am your daughter » (« La nature avait fait une erreur que j'ai corrigée, et à présent je suis votre fille ») ; il semble qu'elle ait eu un bon soutien de ses parents.
La recherche sur le travail du Dr Hamburger et de ses collègues a découvert une approche plus complexe de la transidentité et de la chirurgie de réattribution sexuelle ; selon Transvestism, un article que « les cliniciens danois de Jorgensen, les Drs Christian Hamburger, Georg Stürup et Dahl-Iversen ont écrit pour le Journal of the American Medical Association en 1953. »[pas clair] Les spécialistes danois Preben Hertoft et Thorkil Sørensen qui ont étudié les dossiers médicaux et interrogé le Dr Georg Stürup, un psychiatre, affirment que[réf. nécessaire] « l'intention première de l'équipe médicale n'était pas de changer un homme en une femme, mais d'aider un homme qui souffrait de ses pulsions homosexuelles ». Hamburger et ses collègues révélèrent leurs préoccupations concernant l'homosexualité avec ce commentaire : « En tout état de cause, d'un point de vue eugéniste, cela ne ferait pas de mal si un certain nombre d'hommes sexuellement anormaux étaient castrés et privés ainsi de leur libido sexuelle. » Cette même enquête a montré que Hamburger et ses collègues s'étaient prononcés contre la création d'un vagin ; et la spécialiste Christine Crowle y a vu une preuve que l'équipe qui s'était occupée des opérations de réattribution sexuelle « voulait changer le genre de Christine mais non lui permettre d'autres pratiques sexuelles ».
Christine Jorgensen n'est pas la première personne au monde à avoir reçu une chirurgie de réattribution sexuelle, ni la première personne trans des États-Unis, mais elle est la première personne à avoir été très largement connue pour avoir obtenu ce genre de chirurgie,,.

### Retentissement et célébrité
L'affaire fait sensation dans les médias quand, le 1er décembre 1952, le New York Daily News la publie en première page sous le titre « Un ex-GI devient une ravissante blonde », faisant savoir qu'au Danemark elle est devenue la bénéficiaire de la première opération de réattribution sexuelle. Ce n'est d'ailleurs pas exact du fait que ce genre d'opération a déjà été pratiqué par des médecins allemands, pionniers en la matière, à la fin des années 1920 et au début des années 1930. L'artiste danoise Lili Elbe et « Dörchen » (Dora Richter), toutes deux patientes du Dr Magnus Hirschfeld à l'Institut des sciences sexuelles de Berlin, ont déjà bénéficié d'une telle opération en 1930-31. Dans le cas de Jorgensen, cependant, s'y ajoute une différence : la prescription de l'hormonothérapie.
Lorsque Jorgensen revient à New York en février 1953, elle devient sur-le-champ une célébrité. On discute sérieusement pour savoir si elle cachera son histoire à la presse, mais quoi qu'il en soit, la publicité a été pour elle un tremplin qu'elle utilisera pour devenir encore plus célèbre. Globalement, il y a relativement peu d'hostilité envers elle. Elle se fait une petite place dans le milieu fermé d'Hollywood, devenant même amie avec Roger Moore entre autres[réf. souhaitée]. La Scandinavian Society de New-York la couronne même « Femme de l'année ». L'animateur de radio new-yorkais Barry Gray lui demande si elle est choquée par les plaisanteries des années 1950 telles que « Christine Jorgensen est allée à l'étranger, et elle en est revenue une gonzesse » : elle se contente de rire et répond que cela ne lui fait rien. Malgré tout, on peut voir, à une autre occasion, que certaines questions peuvent l'offenser : elle parait un jour au Dick Cavett Show et Cavett l'interroge grossièrement sur le statut de sa vie amoureuse avec son « épouse ». Elle tourne les talons, et comme elle était la seule invitée prévue, Cavett passera le reste de l'émission à tenter d'expliquer qu'il n'avait nullement voulu l'offenser.[réf. nécessaire]

### Suite de sa vie

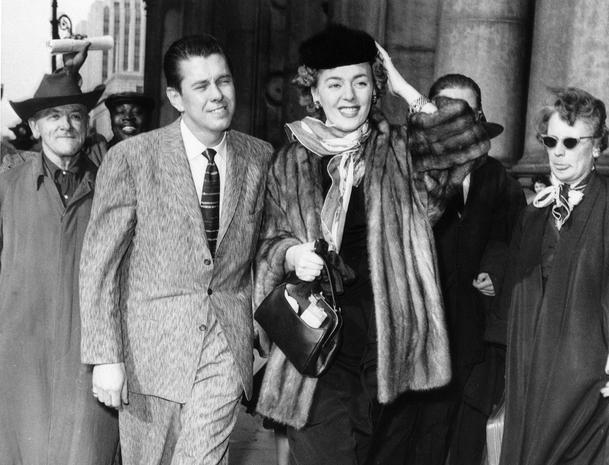
Howard J. Knox et Christine Jorgensen après la non autorisation de leur mariage, avril 1959.

Par la suite, elle veut se marier avec John Traub, un statisticien employé par un syndicat[réf. nécessaire], mais les fiançailles sont rompues. En 1959, elle annonce ses fiançailles avec Howard J. Knox, qui travaille comme employé de bureau à Massapequa (État de New York), où son père avait fait construire une maison pour elle après son opération de réattribution, mais le couple n'arrivera pas à obtenir une autorisation de mariage parce que l'acte de naissance de Jorgensen la présente encore comme un homme,. Dans un reportage consacré à la rupture de fiançailles, le New York Times remarque que Knox a perdu son emploi à Washington, D.C. après que ses fiançailles avec Christine Jorgensen ont été connues.[réf. nécessaire]
Pendant les années 1970 et les années 1980, Christine Jorgensen visite des campus universitaires et d'autres endroits pour parler de ses expériences, de l'identité de genre et promouvoir les droits des personnes transgenres. Elle est connue pour sa franchise et sa façon intelligente de se montrer polie, et elle réclame un jour des excuses au vice-président américain, Spiro T. Agnew, après qu'il a appelé un autre homme politique « la Christine Jorgensen du Parti Républicain ».
Elle travaille aussi comme actrice et comme artiste de night-clubs et enregistre un certain nombre de chansons. Dans les théâtres d'été (« Summer stock theatres »), elle joue le personnage de madame Rosepettle dans la pièce Oh Dad, Poor Dad, Mama's Hung You in the Closet and I'm Feelin' So Sad. Dans un night-club, elle chante plusieurs chansons, dont I Enjoy Being a Girl et à la fin change rapidement de costume pour apparaître dans celui de Wonder Woman : mais, comme elle recommence plus tard, Warner Communications, qui était propriétaire du copyright pour le personnage de Wonderwoman, exige qu'elle cesse de se servir de ce personnage, ce qu'elle fait en le remplaçant par un autre inventé par elle-même : Superwoman, qui se signale par la présence d'une grande lettre « S » sur sa cape. Elle continue ses représentations, jouant au Freddy's Supper Club en haut de la rive est de Manhattan au moins jusqu'à l'automne 1982, date à laquelle elle se produit deux fois à Hollywood : une fois au Backlot Theatre, aujourd'hui fermé, qui était à côté de la discothèque Studio One, et ensuite au restaurant Frog Pond, fermé lui aussi maintenant. Le spectacle est enregistré et rendu disponible comme album — plus tard disponible sur l’ITunes Music Store.[réf. nécessaire]
Au début des années 1980, elle se retire en Californie. En 1984, elle revient au Danemark et à Copenhague pour réaliser son spectacle et est présentée dans le film documentaire danois sur les personnes trans réalisé par Teit Ritzau : Paradiset ikke til salg (Le Paradis n'est pas à vendre). En 1987, un cancer lui est diagnostiqué.

### Mort
En 1989, l'année de sa mort, elle dit qu'elle avait donné à la révolution sexuelle « un coup de pied au derrière pour la faire aller plus vite »,. Elle meurt à San Clemente, en Californie, le 3 mai 1989, à 62 ans, d'un cancer de la vessie et des poumons.

## Artiste
Christine Jorgensen a été photographe, puis plus tard entraîneuse, actrice et chanteuse de cabaret,. Elle a enregistré plusieurs chansons, dont notamment « I Enjoy Being a Girl (en) » (« J'aime être une fille »),. Elle a aussi participé à plusieurs émissions de télévision et de radio et participé à des productions théâtrales.

## Écrits et films
The Story of my Life, autobiographie de Christine Jorgensen, paraît en 1953 dans le magazine American Weekly,. En 1967, elle publie son autobiographie Christine Jorgensen: A Personal Autobiography, vendue à plus de 400 000 exemplaires. En 1970, sort le film The Christine Jorgensen Story, tiré de sa biographie,.
En 2005, une interview d'elle par Nipsey Russel en 1957 a été représentée dans la production Off-Broadway : Christine Jorgensen Reveals (« Révélations de Christine Jorgensen »). En 2020, Jamie Clayton fait son portrait dans « Equal ».

## Postérité

### Dans les arts
L'histoire de sa transidentité a inspiré le scénario du premier film d'Ed Wood, Louis ou Louise (1953).[réf. nécessaire]
L'auteure de bande dessinée française Pénélope Bagieu a consacré l'une de ses biographies de femmes remarquables à Christine Jorgensen : elle a été publiée sur Internet puis dans l'un des tomes des Culottées.